# 세르주 클라르스펠트

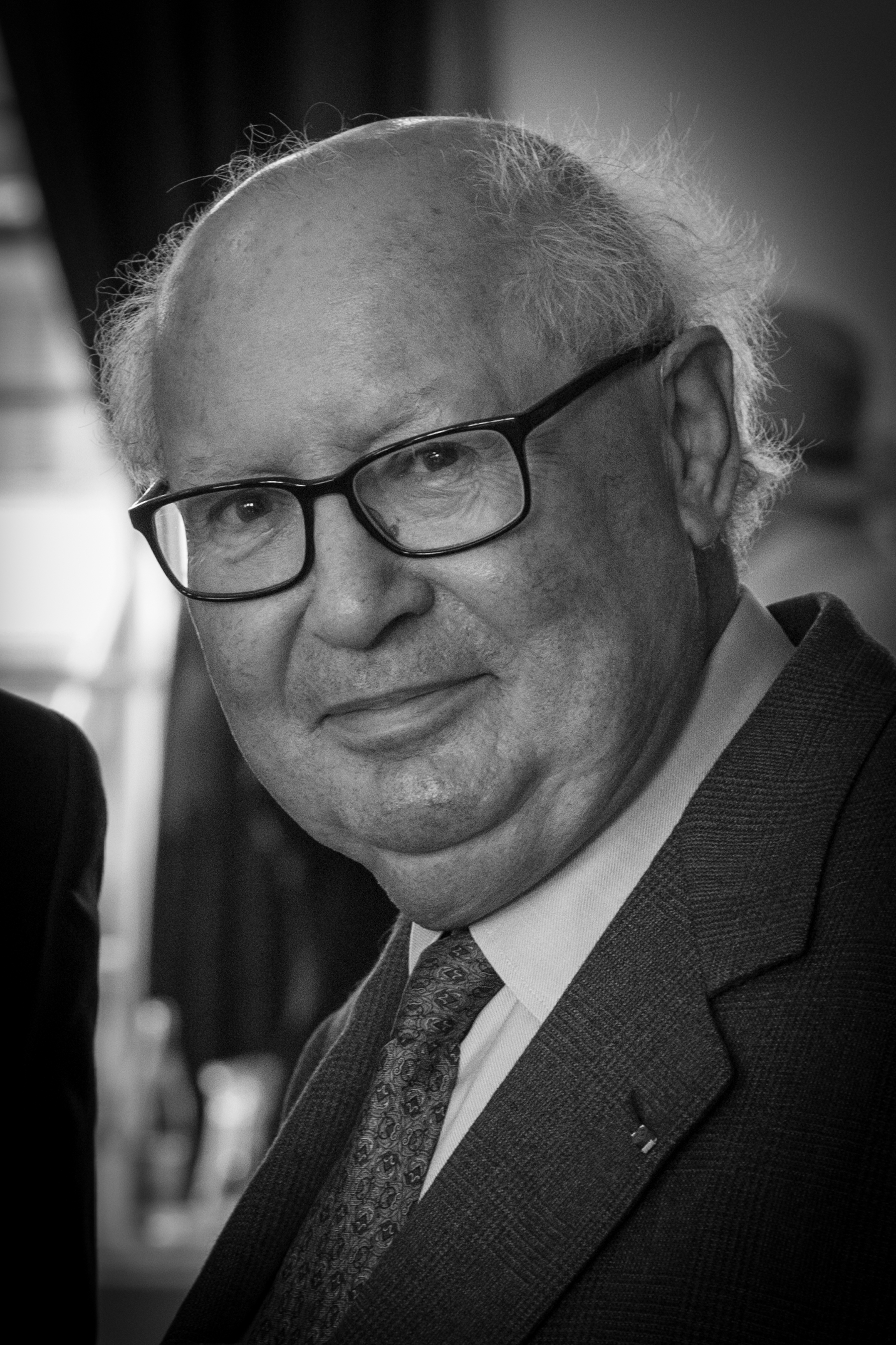
세르주 클라르스펠트

세르주 클라르스펠트(러시아어: Serge Klarsfeld, 1935년 9월 17일 ~ )는 루마니아 태생의 프랑스 운동가이자 나치 사냥꾼으로, 유대인 대학살 기록을 세우고 전범들을 기소할 수 있도록 하기 위해 기록을 세웠다. 1960년대 이후, 그는 독일에 점령당한 프랑스의 유대인 희생자들을 기념하기 위해 주목할 만한 노력을 했고 이스라엘의 지지자였다.

## 같이 보기
- 에프라임 주로프